# 1709 az irodalomban
Az 1709. év az irodalomban.

## Új művek

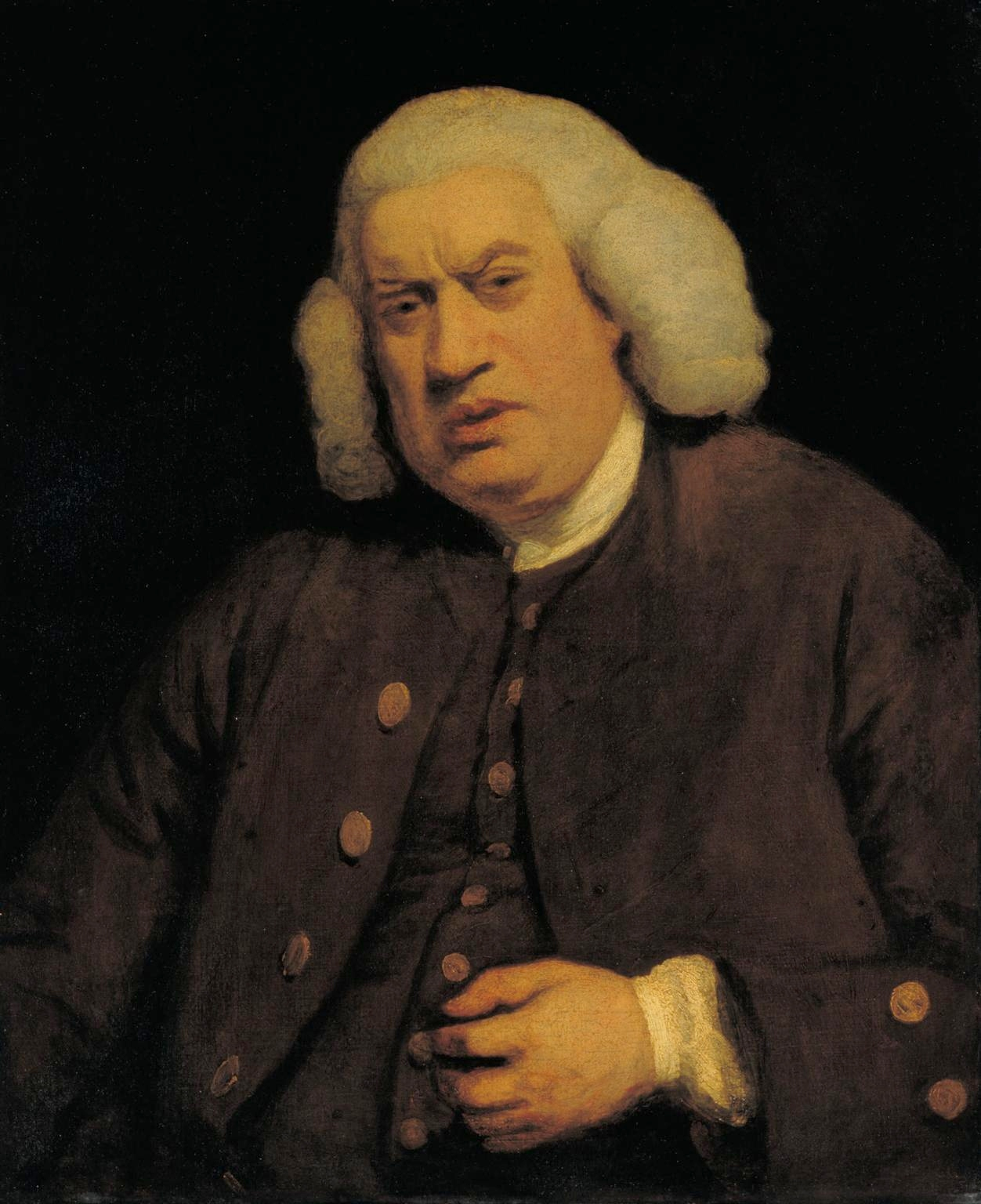
Samuel Johnson

- Alain René Lesage Turcaret című vígjátékának bemutatója Párizsban.

## Születések
- szeptember 18. – Samuel Johnson angol költő, kritikus, szótáríró, a felvilágosodás korának kiemelkedő személyisége († 1784)
- december 19. – Julien Offray de La Mettrie francia orvos és filozófus, író († 1751)
- – Antyioh Dmitrijevics Kantyemir moldáviai születésű herceg, orosz szatirikus költő, diplomata († 1744)

## Halálozások
- szeptember 4. – Jean-François Regnard francia író, drámaíró, a Molière utáni időszak legjobb francia vígjátékírója (* 1655)